# Бакуринские
Бакуринские — дворянский род собственного герба. 

## История
Происхождение доподлинно неизвестно. Некоторые историки предполагают, что Бакуринские — потомки волынских шляхтичей Богуринских или Бахуринские, обе фамилии имеет общие корни. Сами представители рода считали себя потомками армянского князя Бакура. Происходит от Николая Бакуринского, участника похода Сигизмунда III под Смоленск, в 1607 году; потомки его служили значковыми и войсковыми товарищами в Черниговском полку. Яков Бакуринский и его сын Леонтий были роискими сотниками (1716—1760).
Яков Леонтьевич Бакуринский (1740—1801), был малороссийским и черниговским губернатором. Женат на Татьяне Андреевне, рожд. Безбородко (1751—ок. 1805), сестре А. А. Безбородко и И. А. Безбородко. Их дочь — Анастасия Яковлевна (1783—1865), замужем за М. П. Миклашевским.
Род Бакуринских записан в VI часть родословной книги Черниговской губернии и Малороссийский гербовник.
Некоторые представители этого рода также упоминаются в Житомирской области.

## Описание герба
Щит разделён на четыре части, из коих в первой в серебряном поле изображён красный крест. Во второй в голубом поле дворянская золотая корона. В третьей в красном поле серебряная подкова, шипами вниз обращённая. В четвёртой части, в золотом поле красное сердце с пламенем, пронзённое крестообразно саблею и стрелою.
Щит увенчан дворянскими шлемом и короной. Нашлемник: три страусовых пера. Намёт на щите лазоревый и красный, подложенный золотом и серебром. Герб рода Бакуринских внесён в Часть 9 Общего гербовника дворянских родов Всероссийской империи, стр. 26.